# Даллас, Диджей
Деметриус «Диджей» Даллас-младший (англ. Demetrius «DeeJay» Dallas Jr., 16 сентября 1998, Брансуик, Джорджия) — американский футболист, раннинбек клуба НФЛ «Сиэтл Сихокс».

## Биография
Деметриус Даллас родился 16 сентября 1998 года в Брансуике в Джорджии. Там же он учился в академии Глинн, в составе её футбольной команды Даллас играл на позициях квотербека, принимающего, раннинбека и сэйфти. В 2015 году он объявил о намерении продолжить обучение и карьеру в университете Джорджии, но после прихода на пост главного тренера его команды Кирби Смарта изменил своё решение. В мае 2016 года Диджей объявил, что будет играть за команду университета Майами. На момент окончания школы сайты ESPN, 247Sports, Rivals и Scout оценивали его на четыре из пяти возможных звёзд. Даллас был включён в список трёхсот лучших молодых игроков страны по версии ESPN, входил в число лучших атлетов, поступающих в колледжи в 2017 году.

### Любительская карьера
В составе «Майами Харрикейнс» Даллас дебютировал в сезоне 2017 года, сыграв в двенадцати матчах. Он начинал играть как ресивер, затем был переведён на позицию раннинбека. За сезон он набрал 217 ярдов с тремя тачдаунами на выносе и 92 ярда на приёме. Самый результативный матч сезона Диджей провёл в Оранж Боуле против «Висконсина», набрав 69 ярдов с тачдауном. Также тренеры задействовали его на возвратах начальных ударов.
В сезоне 2018 года он сыграл в тринадцати матчах и суммарно набрал 1 260 ярдов, став лидером команды. Трижды по ходу турнира Даллас набирал более ста выносных ярдов за игру. В заключительном матче сезона, Пинстрайп Боуле, он суммарно набрал 98 ярдов. В 2019 году он принял участие всего в десяти играх, пропустив часть сезона из-за травмы локтя. За это время Диджей набрал 693 ярда на выносе и 140 ярдов на приёме, суммарно занеся десять тачдаунов. От права провести ещё один год в студенческом футболе он отказался.

#### Статистика выступлений в NCAA
| Сезон | Команда           | Игры | Приём | Приём | Приём | Приём | Вынос | Вынос | Вынос | Вынос |
| Сезон | Команда           | Игры | Rec   | Yds   | Y/A   | TD    | Att   | Yds   | Y/A   | TD    |
| ----- | ----------------- | ---- | ----- | ----- | ----- | ----- | ----- | ----- | ----- | ----- |
| 2017  | Майами Харрикейнс | 12   | 4     | 92    | 23,0  | 0     | 41    | 217   | 5,3   | 3     |
| 2018  | Майами Харрикейнс | 13   | 10    | 85    | 8,5   | 0     | 109   | 617   | 5,7   | 6     |
| 2019  | Майами Харрикейнс | 10   | 14    | 140   | 10,0  | 2     | 115   | 693   | 6,0   | 8     |
| Всего | Всего             | 35   | 28    | 317   | 11,3  | 2     | 265   | 1 527 | 5,8   | 17    |

### Профессиональная карьера
Перед драфтом НФЛ 2020 года аналитик сайта Bleacher Report Мэтт Миллер главными достоинствами Далласа называл его универсальность, хорошие физические данные для раннинбека, подвижность и ловкость, позволяющие ему обыгрывать защитников. К минусам он относил нехватку стартовой скорости, проблемы с контролем мяча во время выносов, недостаточные навыки игры на блоках в пасовом нападении, трудности при попытках выноса через плотную группу защитников. 
На драфте Даллас был выбран «Сиэтлом» в четвёртом раунде. В июле он подписал с клубом четырёхлетний контракт. Он успешно провёл предсезонные сборы, получив место в основном составе команды. В начале ноября, после травм Криса Карсона и Карлоса Хайда, Диджей сыграл два матча в основном составе «Сихокс». В матче пятнадцатой игровой недели против «Вашингтона» он сломал ногу, досрочно завершив сезон. Всего в регулярном чемпионате 2020 года Даллас принял участие в двенадцати матчах команды, набрав 108 ярдов на выносе и 111 ярдов на приёме. Также он провёл 143 розыгрыша в составе специальных команд.

#### Статистика выступлений в НФЛ

##### Регулярный чемпионат
| Сезон | Команда      | Игры | Приём | Приём | Приём | Приём | Вынос | Вынос | Вынос | Вынос |
| Сезон | Команда      | Игры | Rec   | Yds   | Y/A   | TD    | Att   | Yds   | Y/A   | TD    |
| ----- | ------------ | ---- | ----- | ----- | ----- | ----- | ----- | ----- | ----- | ----- |
| 2020  | Сиэтл Сихокс | 12   | 17    | 111   | 6,5   | 1     | 34    | 108   | 3,2   | 2     |
| Всего | Всего        | 12   | 17    | 111   | 6,5   | 1     | 31    | 108   | 3,2   | 2     |